# Comuna Mlînîska, Jîdaciv
Mlînîska (în ucraineană Млиниська) este o comună în raionul Jîdaciv, regiunea Liov, Ucraina, formată din satele Holeșiv, Lapșîn, Mlînîska (reședința) și Smohiv.

## Demografie
Componența lingvistică a comunei Mlînîska
     Ucraineană (99,94%)
     Alte limbi (0,06%)
Conform recensământului din 2001, majoritatea populației comunei Mlînîska era vorbitoare de ucraineană (99,94%), existând în minoritate și vorbitori de alte limbi.